# Pagaronia selenion
Pagaronia selenion är en insektsart som beskrevs av Hayashi och Yoshida 1995. Pagaronia selenion ingår i släktet Pagaronia och familjen dvärgstritar. Inga underarter finns listade i Catalogue of Life.